# Liga metálica

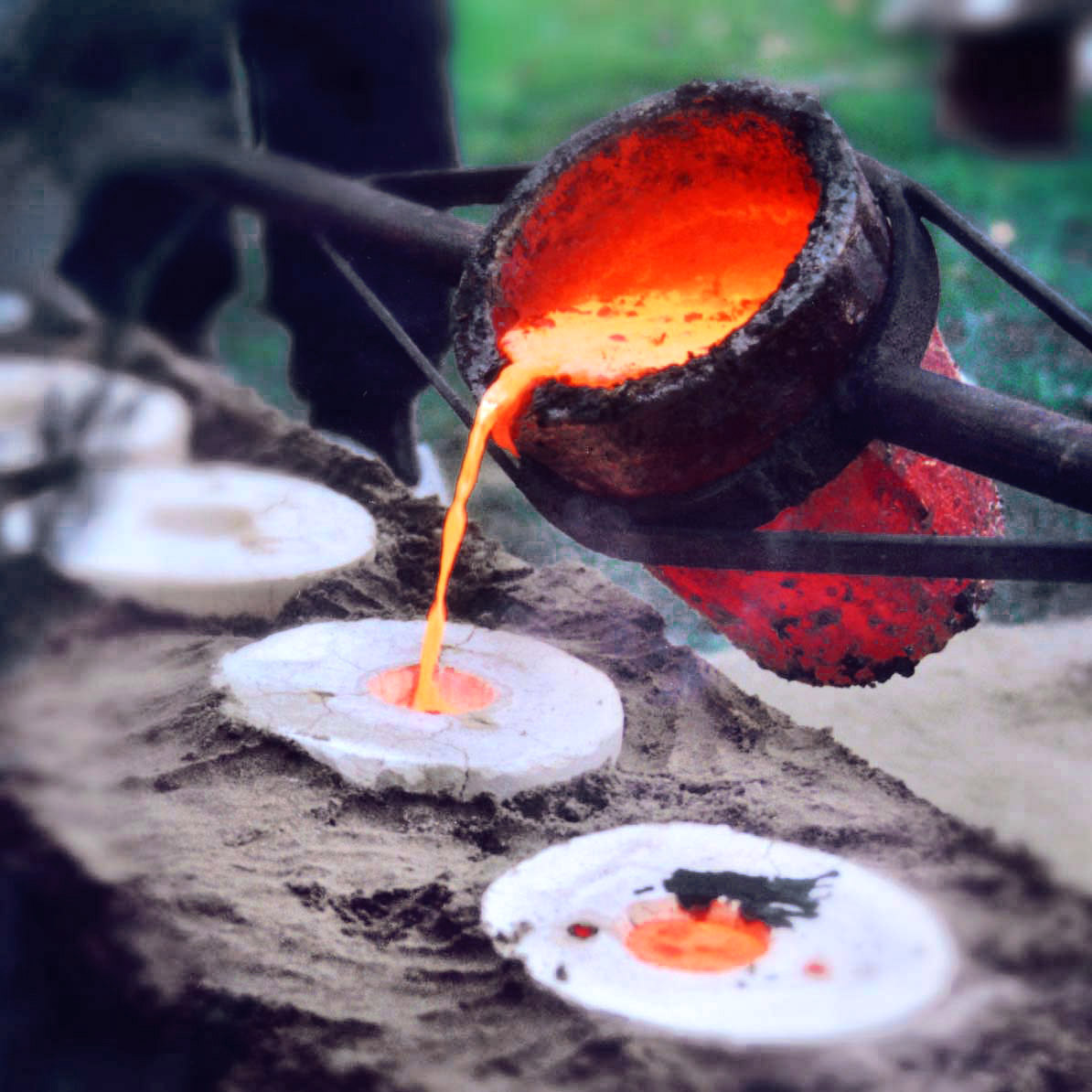
Fundição de bronze

Ligas metálicas são materiais com propriedades metálicas que contêm dois ou mais elementos químicos sendo que pelo menos um deles é metal. Apesar da grande variedade de metais existentes, a maioria não é empregada em estado puro, mas em ligas com propriedades alteradas em relação ao material inicial, o que visa, entre outras coisas, a reduzir os custos de produção.
As indústrias automobilísticas, aeronáuticas, navais, bélicas e de construção civil são as principais responsáveis pelo consumo de metal em grande escala. São também representativos os setores de eletrônica e comunicações, cujo consumo de metal, apesar de quantitativamente inferior, tem importância capital para a economia contemporânea. Ligas metálicas são materiais de propriedade semelhantes às dos metais e que contêm pelo menos um metal em sua composição. Há ligas formadas somente de metais e outras formadas de metais e semimetais (boro, silício, arsênio, antimônio) e de metais e não-metais (carbono, fósforo).
É interessante constatar que as ligas possuem propriedades diferentes dos elementos que as originam. Algumas propriedades são tais como diminuição ou aumento do ponto de fusão, aumento da dureza, aumento da resistência mecânica.
Em relação às diferentes propriedades dos elementos a partir dos quais se originam, as ligas metálicas podem ser classificadas em dois tipos principais: ligas substitucionais e ligas intersticiais.
- Ligas substituicionais: Os átomos desse tipo de liga substituem os átomos do metal base na estrutura cristalina. Isso acontece porque a diferença dos seus raios é muito pequena, o que acaba facilitando a substituição da rede cristalina para os metais das ligas. Apesar da pequena diferença entre seus raios e constitutiva as semelhanças das suas estruturas eletrônicas, os átomos menos abundantes das ligas acabam distorcendo a estrutura reticular dos átomos mais abundantes do metal base. Com isso, as ligas metais substituicionais apresentam uma propriedade de maior resistência e dureza em comparação do metal de origem.[3]

- Ligas intersticiais: Os átomos desse tipo de liga ocupam os espaços intersticiais, ou seja, os espaços vazios existentes entre os átomos do metal base. Os átomos que ocupam os espaços intersticiais da estrutura cristalina metal de origem acabam causando uma interferência na restrição dos movimento dos átomos, resultando em dureza e resistência maior que o metal de origem. Além disso, esses tipos de ligas possuem maior coesão e melhores propriedades mecânicas.[3]

Ligas metálicas mais comuns no cotidiano:
- Aço — constituído por ferro e carbono.
- Aço inoxidável — constituído por ferro, carbono, crômio e níquel.
- Ouro de joias — constituído por ouro (75%), prata e/ou cobre (25%) para o ouro 18K. O ouro 24K tem 99% de ouro.
- Amálgama dental (utilizada em obturação) — constituída por mercúrio, prata e estanho.
- Bronze — constituído por cobre e estanho.
- Latão (utilizado em armas e torneiras) — constituído por cobre e zinco.

As ligas metálicas podem ser classificadas em basicamente dois tipos de ligas; ligas ferrosas e ligas não ferrosas.

## Ligas ferrosas
O ferro é seu constituinte principal. Essas ligas são importantes como materiais de construção em engenharia. As ligas ferrosas são extremamente versáteis, no sentido em que elas podem ser adaptadas para possuir uma ampla variedade de propriedades mecânicas e físicas. A desvantagem dessas ligas é que elas são muito suscetíveis à corrosão.
Aços: são ligas ferro-carbono que podem conter concentrações apreciáveis de outros elementos de liga. As propriedades mecânicas são sensíveis ao teor de carbono, que é normalmente inferior a 1%.
1. Aços com baixo teor de carbono: essas ligas contem geralmente menos que 0,25% de C. como consequência essas ligas são moles e fracas, porém possuem uma ductilidade e uma tenacidade excepcionais; além disso, são usináveis soldáveis e, dentre todos os tipos de aço, são os mais baratos de serem produzidos. Aplicações típicas para este tipo de liga incluem os componentes de carcaças de automóveis e chapas usadas em tubulações, edificações e latas estanhadas.
2. Aços com médio teor de carbono: esses aços possuem concentrações de carbono aproximadamente de 0,25%p e 0,60%p de carbono. As maiores aplicações destas ligas se encontram em rodas de trens, engrenagens, virabrequins e outras peças de alta resistência que exigem uma combinação de elevada resistência, resistência à abrasão e tenacidade.
3. Aços com alto teor de carbono: esses aços apresentam em média uma concentração de carbono de 0,60%p a 1,4%p. São mais duros, mais resistentes, porém os menos dúcteis dentre todos os aços de carbono. Esses aços são usados geralmente como ferramentas de corte, bem como para a fabricação de facas, lâminas de serras para metais, molas e arames com alta resistência.

## Ligas não ferrosas
São ligas que não possuem como constituinte principal o elemento ferro. 
Ligas de cobre: o cobre, quando não se encontra na forma de ligas, é tão mole e dúctil que é muito difícil de ser usinado. As ligas de cobre mais comuns são os latões, onde o zinco, na forma de uma impureza substitucional, é o elemento de liga predominante. Ligas de cobre-zinco com concentrações aproximadamente de 35% de zinco são relativamente moles, dúcteis e facilmente submetidos à deformação plástica a frio. As ligas de latão que possuem um maior teor de zinco são mais duras e mais resistentes.
Ligas de alumínio: são caracterizadas por uma densidade relativamente baixa, condutividade elétrica e térmica elevada, e uma resistência à corrosão em alguns ambientes comuns, com a atmosfera ambiente. 
Ligas de magnésio: são caracterizadas pela baixa densidade do magnésio que é a mais baixa dentre todos os metais estruturais; dessa forma suas ligas são usadas onde um peso leve é considerado importante, como por exemplo, em componentes de aeronave.

## Importância na indústria
Apesar da grande variedade de metais existentes, a maioria não é empregada em estado puro, mas em ligas com propriedades alteradas em relação ao material inicial, o que visa, entre outras coisas, a reduzir os custos de produção. As indústrias automobilísticas, aeronáuticas, navais, bélicas e de construção civil são as principais responsáveis pelo consumo de metal em grande escala. São também representativos os setores de eletrônica e comunicações, cujo consumo de metal, apesar de quantitativamente inferior, tem importância capital para a economia contemporânea. Ligas metálicas são materiais de propriedade semelhantes às dos metais e que contêm pelo menos um metal em sua composição. Há ligas formadas somente de metais e outras formadas de metais e semimetais (boro, silício, arsênio, antimônio) e de metais e não-metais (carbono, fósforo).
É interessante constatar que as ligas possuem propriedades diferentes dos elementos que as originam. Algumas propriedades são tais como diminuição ou aumento do ponto de fusão, aumento da dureza, aumento da resistência mecânica.

## Processos
As ligas metálicas podem ser obtidas por diversos processos:

### Fusão
Fundem-se quantidades adequadas dos componentes da liga, a fim de que estes se misturem perfeitamente no estado líquido. A fusão é feita em cadinhos de ferro, de aço ou de grafite, em fornos de revérbero ou em fornos elétricos. A massa fundida, homogênea, é resfriada lentamente em formas apropriadas. São tomadas precauções especiais para evitar a separação dos componentes da liga durante o resfriamento, para evitar a oxidação dos metais fundidos, para minimizar as perdas dos componentes voláteis, etc. Esse processo também pode ser efetuado na superfície de um corpo. Assim, mergulhando-se folhas de ferro em estanho fundido, forma-se na sua superfície uma liga de ferro e estanho. Obtém-se, assim, a folha-de-flandres, também chamada lata.

### Compressão
O processo de compressão consiste em submeterem-se misturas em proporções adequadas dos componentes a altíssimas pressões. Esse processo é de importância na preparação de ligas de alto ponto de fusão e também são importantes àquelas cujos componentes são imiscíveis no estado líquido.

### Eletrólise
O processo eletrolítico consiste na eletrólise de uma mistura apropriada de sais, com o fim de se efetuar deposição simultânea de dois ou mais metais sobre cátodos.

### Metalurgia associada
O processo de metalurgia associada consiste na obtenção de uma liga constituída de dois ou mais metais, submetendo-se ao mesmo processo metalúrgico uma mistura de seus minérios e etc.

### Oxidação
A maioria dos metais tende a se oxidar quanto expostos ao ar, especialmente em ambientes úmidos. Entre os vários procedimentos empregados para evitar ou retardar a oxidação, os mais comuns são a aplicação de pinturas protetoras, a formação de ligas com outros elementos que reduzam ou eliminem tal propensão e a conexão a polos elétricos que impeçam a ocorrência do fenômeno. É interessante o caso do alumínio, que, em presença do oxigênio, forma uma delgada película de óxido que detém a oxidação.

## Alguns tipos de ligas metálicas

### Aço
O aço é a liga de ferro e carbono onde a porcentagem deste último varia de 0,008% a 2,11%. Nos aços utilizados pela indústria  geralmente essa porcentagem fica entre 0,1 a 1,0%. Em certos aços especiais, o carbono pode chegar a 1,5%. São também constituintes normais do aço o silício (0,2%) e o manganês (1,5%). O enxofre e o fósforo são impurezas indesejáveis, e seus teores não devem ser maiores do que 0,05%. Quando se adicionam outras substâncias, para aperfeiçoamento das qualidades do aço, obtêm-se ligas denominadas aços especiais. Os principais aços especiais contêm um ou mais dos seguintes metais: níquel, vanádio, tungstênio, molibdênio, titânio, cobalto ou manganês.

### Fases das ligas à base de ferro
- Austenita
- Bainita
- Martensita
- Cementita
- Ledeburita
- Ferrite

### Mais ligas de ferro
- Ferro-fósforo
- Ferro-silício
- Ferro-manganês
- Ferro-cromo
- Ferro-molibdênio
- Ferro-silício-manganês
- Ferro-silício-magnésio
- Ferro-titânio
- Ferro-tungstênio
- Ferro-vanádio
- Ferro-níquel

### Latão
O latão é uma liga de cobre e zinco, é amarelo e é utilizado na fabricação de objetos de uso doméstico, como tachos e bacias, de instrumentos musicais de sopro e de joias fantasia. Esta liga geralmente é formada por 70% de Cobre e 30% de Zinco e tem a densidade média de {\displaystyle 8600\,kg/m^{3}}.

### Bronze
O bronze é uma liga de cobre e estanho. Em bronzes especiais podem entrar pequenas quantidades de zinco, alumínio ou prata. Utilizado, por exemplo, na fabricação de sinos, de armas, de moedas, de estátuas, etc. Originalmente o termo bronze era empregado para ligas de cobre e estanho, este último como principal elemento. Na atualidade, bronze é nome genérico para ligas de cobre cujos principais elementos não são níquel nem zinco. Uma das principais propriedades é a elevada resistência ao desgaste por fricção, o que faz do bronze um material amplamente usado em mancais de deslizamento.
Bronzes podem ser agrupados em famílias de acordo com o processo de produção e a composição. Alguns exemplos estão abaixo:
- Trabalhados:
  - Bronzes de fósforo ({\displaystyle Cu,~Sn,~P})
  - Bronzes de chumbo e fósforo ({\displaystyle Cu,~Sn,~Pb,~P}).
  - Bronzes de alumínio ({\displaystyle Cu,~Al}).
  - Bronzes de silício ({\displaystyle Cu,~Si}).

- Fundidos:
  - Bronzes de estanho ({\displaystyle Cu,~Sn}).
  - Bronzes de estanho e chumbo ({\displaystyle Cu,~Sn,~Pb}).
  - Bronzes de estanho e níquel ({\displaystyle Cu,~Sn,~Ni}).
  - Bronzes de alumínio ({\displaystyle Cu,~Al}).

A tabela abaixo dá características básicas de alguns tipos de bronze.
| Composição (1)                                     | Estado σu (2) | MPa - HB (3) | Comentários |
| -------------------------------------------------- | ------------- | ------------ | --- |
| {\displaystyle Cu~2Sn~<~0,3P}                      | Trabalhado    | 310 - 78     | Boa ductilidade, trabalhável a frio, resistente à corrosão. Parafusos, molas, tubos, rebites, contatos elétricos.  |
| {\displaystyle Cu~4Sn~<~0,4P}                      | Trabalhado    | 380 - 92     | Boa ductilidade, trabalhável a frio, resistente à corrosão. Parafusos, molas, tubos, rebites, contatos elétricos.  |
| {\displaystyle Cu~6Sn~<~0,4P}                      | Trabalhado    | 450 - 118    | Resistente à corrosão e ao desgaste. Membranas, peças para bombas, soldas, telas de peneiras, eletrodos, etc.      |
| {\displaystyle Cu~8Sn~<~0,4P}                      | Trabalhado    | 490 - 130    | Resistente à corrosão, boas características de deslizamento. Telas, molas, membranas, peças para serviços pesados. |
| {\displaystyle Cu~10Sn~<~0,5Zn~<~1Pb~<~0,4P~<~1Ni} | Fundido       | 280 - 75     | Resistente ao desgaste e à corrosão da água do mar. Boa tenacidade.                                                |

- Outras ligas de cobre:
  - Cobre Fosforoso,
  - Cobre Silício.
  - Cobre Manganês.
  - Cobre Crômio.
  - Cuproníquel.
  - Zamac.
  - Alpaca
  - Sulfato Cúprico
  - Micha de cobre III

## Tipos de liga metálica
- Alnico
- Duralumínio
- Magnálio
- Nicromo
- Acmonital
- Estelite
- Latão
- Tombac
- Bronze de alumínio
- Constantan
- Cuproníquel
- Liga de Devarda
- Eletro
- Manganina
- Alpaca (liga metálica)
- Ouro nórdico
- Ferroliga
- Ferrocromo
- Invar
- Ferro fundido
- Gusa
- Aço damasco
- Aço rápido
- Aço maraging
- Aço inoxidável
- Aço corten
- Solda de estanho
- Amálgama (química)
- Alumel
- Cromel
- Alpaca (liga metálica)
- Monel
- Nicrosil
- Nisil
- Nitinol
- Permalloy
- NaK
- Mischmetal
- Liga de titânio
- Metal patente
- Aldrey
- Amálgama de potássio
- Amálgama de sódio
- Cupro-alumínio
- Cuprossilício
- Aço inoxidável duplex
- Duralumínio
- Foscoper
- Hastelloy
- Kirksite
- Sistema Ti-15Mo-XNb
- Metal duro
- Nielo
- Níquel Raney
- Niquelina (liga metálica)
- Osmirídio
- Peltre
- Silfoscoper
- Silumin
- Solda amarela
- Solda prata
- Zamak
- Zicral